# Nguyễn Du
Dans ce nom, le nom de famille,  Nguyễn, précède le nom personnel.
Nguyễn Du (阮攸, 1766-1820, pseudonymes Tố Như et Thanh Hiên) est un poète vietnamien célèbre et apprécié qui écrivit en chữ nôm, l'ancienne écriture du Viêt Nam.  Il est surtout connu pour son poème d'amour le Kim Vân Kiều (金雲翹, en chữ nôm), adaptation d'une épopée chinoise, Chants douloureux d'une malheureuse destinée.

## Biographie
Nguyen Du naît en 1765 dans le nord de l'actuel Viêt Nam au village de Tiên Điền, dans le district du Nghi Xuân et la province de Hà Tĩnh. Son père, Nguyễn Nghiễm (Nguyễn Nghiễm avait vingt-et-un enfants et Nguyễn Du est le septième), est un mandarin, ex-premier ministre sous la dynastie Lê et sa mère, Trần Thị Tần, est la troisième femme de Nguyễn Nghiễm. Il perd son père lorsqu'il a 10 ans et sa mère trois ans plus tard. Il vit presque toute son adolescence chez son frère Nguyễn Khản, et plus tard chez son beau-frère Đoàn Nguyễn Tuấn.
En 1802, il obtient un poste militaire sous la dynastie Nguyen qu'il rallie à contre-cœur et il est promu ambassadeur en Chine en 1813.

## Œuvres
- Kim-Vân-Kiêu est une de ses nombreuses œuvres.  Le reste de son œuvre contient entre autres : Thanh Hiên thi tập (recueil poétique de Thanh Hien), Nam Trung Tạp Ngâm et Bắc Hành Tạp Lục.
- Le Guitariste de la Cité du dragon, 1813 (à propos du temps qui passe)

## Kim Van Kieu
Ce chef-d'œuvre a été mis en musique par Quách Vĩnh Thiện. 
Voici les six premiers vers de son poème le plus célèbre :
Trăm năm trong cõi người ta,
Chữ tài chữ mệnh khéo là ghét nhau.
Trải qua một cuộc bể dâu,
Những điều trông thấy mà đau đớn lòng.
Lạ gì bỉ sắc tư phong,
Trời xanh quen thói má hồng đánh ghen.

### Traduction en français
Cent ans, dans ce court laps de temps qu'est la vie d'un Homme,
Le Talent et le Destin sont balancés dans une lutte amère.
Les océans se changent en champs de mûres,
Une vue désolée.
Plus de dons, moins de chances, telle est la loi de la Nature,
Et le ciel bleu est connu comme étant jaloux des joues roses.